# Tsang
Tsang is een regio in Tibet die samen met U de voormalige provincie U-Tsang vormde. U-Tsang was een van de drie provincies van Tibet, naast Amdo en Kham. De hoofdstad was het westelijk gelegen Shigatse.
De pänchen lama hield de traditionele zetel in het Tashilhunpo-klooster in Shigatse; de dalai lama in Lhasa. Door deze betekenis van U-Tsang voor de culturele geschiedenis van Tibet was het gebied in het westen veelal ingeburgerd onder de naam Centraal Tibet, hoewel dit gebied geografisch gezien meer in het zuiden van het Tibetaans Hoogland ligt.